# Asmaa bint Saqr Al Qasimi
Asmaa bint Saqr Al Qasimi (árabe: سمو الشيخة الشاعرة أسماء بنت صقر القاسمي; Kalba, Sharjah, Emiratos Árabes Unidos) es una poeta emiratí. Hasta 2013 ha publicado cinco libros de poesía.
Además de filosofía y estudios religiosos comparativos,  obtuvo un B.A en Economía y Ciencia política. Asmaa bint Saqr Al Qasimi es fundadora y CEO de Sadana Fundación del Pensamiento y Literatura. Es miembro del Movimiento de Poesía Mundial en Chile y Patrocinadora de la Enciclopedia de Poetas árabes. Sus poemas han sido traducidos al inglés, francés, y castellano.
Asmaa es hija del exgobernador de Sharjah Emirato, Sheikh Saqr Al Qasimi.  Está comprometida en deportes y literatura femenina. Además de la Sadana Fundación,  es presidenta de Kalba Club Deportivo y Cultural de Niñas. Asmaa es miembro honorario de organismos literarios locales, regionales, e internacionales como: Liga Internacional de Literatura islámica, Casa de Poesía de Marruecos, Fonxe Academia para Poesía de árabe, entre otros.

## Obra

### Algunas publicaciones
- In the Temple of Sorrow (2008)[9]
- Ishtar Prayer (2008)[10]
- Pedrerías de mi Sangre (2009)  En castellano y árabe[11]
- Un Perfume Whiff (2009) en inglés, castellano, y árabe[12]
- A Crucible of Musk (2010)[13]
- Tayrason Nostalgia (2013)  en inglés, francés, y árabe[14]